# 卡米拉女伯爵
罗森堡的卡米拉·亚历山德里娜·克里斯蒂娜（丹麥語：Camilla Alexandrine Kristine af Rosenborg；1972年10月29日—），出生于腓特烈松。罗森堡女伯爵。是丹麦王子和罗森堡伯爵克里斯帝安的次女和玛格丽特二世女王的堂侄女。1995年5月18日在瑟勒勒与米卡埃尔·罗萨内斯（Mikael John Rosanes）结婚，婚后有三子一女：
- 罗森堡的阿娜斯塔西亚·卡罗琳·阿梅利亚·罗萨内斯（Anastasia Caroline Amalie Rosanes af Rosenborg，1997年11月24日－）；
- 罗森堡的路德维希·克里斯蒂安·米卡埃尔·罗萨内斯（Ludwig Christian Mikael Rosanes af Rosenborg，2000年6月5日－）；
- 罗森堡的利奥波德·克里斯蒂安·因戈尔夫·罗萨内斯（Leopold Christian Ingolf Rosanes af Rosenborg，2005年4月15日－）；
- 罗森堡的特奥多尔·克里斯蒂安·埃马努埃尔·罗萨内斯（Theodor Christian Emanuel Rosanes af Rosenborg，2008年6月19日－）。